# Pavlovce nad Uhom
Pavlovce nad Uhom (allemand : Sankt Paul) , est un village de Slovaquie situé dans la région de Košice.

## Histoire
Première mention écrite du village en 1327.

## Démographie

### Évolution de la population
| Année:               | 1994. | 2004.    | 2014.   | 2024.   |
| -------------------- | ----- | -------- | ------- | ------- |
| Nombre de personnes: | 3924  | 4530     | 4477    | 4663    |
| Différence:          |       | +15,44 % | -1,16 % | +4,15 % |

| Année:               | 2023. | 2024.   |
| -------------------- | ----- | ------- |
| Nombre de personnes: | 4652  | 4663    |
| Différence:          |       | +0,23 % |

## Politique
| Nom         | Parti politique      | Date de l'élection | Fin du mandat |
| ----------- | -------------------- | ------------------ | ------------- |
| Jozef Kočan | Candidat indépendant | 02.12.2006         | Déc. 2010     |